# My December
My December (englisch für: „Mein Dezember“) ist das dritte Studioalbum der US-amerikanischen Sängerin und Songwriterin Kelly Clarkson. My December stieg auf Platz eins der United World Charts mit 390.000 verkauften Einheiten ein. Bis 2010 hat sich das Album weltweit über 3 Millionen Mal verkauft.

## Entstehung
Bereits auf der Behind These Hazels Eyes-Tour begann Clarkson Titel für das Album zu schreiben, die sie dann in ihrer Addicted-Tour vorspielte. Dazu gehörten Lieder wie Maybe, Anymore und Yeah. Kelly Clarkson sagte in mehreren Interviews aus, dass sie an allen Liedern selber geschrieben hätte, entweder als Songwriter oder als Co-Autorin. David Kahne, der Produzent des Albums, sagte, dass Clarkson und er 60 Lieder für das Album geschrieben hätten, wovon 27 aufgenommen wurden. Kelly Clarkson wurde von ihrem Label gefragt, ob sie ein Lied von Lindsay Lohans Album A Little More Personal aufnehmen wolle, Clarkson lehnte ab. Sie nahm ihre Lieder in vier verschiedenen Studios in den USA auf.

## Hintergrund

### Promotion
Bereits am 18. Februar 2007 sang Kelly Clarkson One Minute als Eröffnungsgast für das NASCAR-Rennen Daytona 500 auf dem Daytona International Speedway.
Am 27. Februar 2007 wurde der Titel des Albums von Clarkson auf ihrer Webpräsenz angekündigt.
Die Vorab-Single Never Again wurde am 13. April für die US-Radiostationen veröffentlicht und am 23. April als Online-Download.
Am 30. Mai fügte AOL Music Werbeclips von Sober, Maybe und eine etwas veränderte Version von Can I Have A Kiss?, nachdem man bereits Werbeclips Haunted und Can I Have A Kiss? am 22. Mai während Clarksons Werbetour hören konnte.
Anfang Juni wurde in den USA die zweite Single für die Radios veröffentlicht, da die erste Single in den Radios, im Vergleich zum Airplay der Lieder von Breakaway, floppte.
Zwischen dem 22. Juni und 26. Juni wurde My December in über zwanzig Ländern veröffentlicht.

### Konflikt mit der Plattenfirma
Einige Quellen meldeten, dass Clive Davis, der Geschäftsführer von Sony-BMG, mit Clarksons Album unzufrieden wäre und das bereits aufgenommene Material nochmal neu aufnehmen wolle. Laut diesen Quellen wollte Clarkson dies nicht und weigerte sich irgendetwas an den Liedern zu verändern. Dies führte zu einer Verschlechterung der Beziehung zwischen Clarkson und Davis. Clive Davis sagte daraufhin in mehreren Interviews aus, dass er Clarkson nicht verunsichern wollte und beteuerte ihre Bedeutung bei Sony-BMG als einer der vier wichtigsten Künstler der Plattenfirma. Außerdem gab es ein Gerücht, nachdem Clarkson 12 Millionen Dollar von Davis gekriegt hätte, wenn sie 6 nicht selbstgeschriebene Songs auf ihr Album genommen hätte. Clarkson bestätigte in einem Interview, dass ihr "eine gewisse Geldsumme" angeboten wurde.
In einem Interview sagte Clarkson aus, dass ihre Plattenfirma das Album textlich zu negativ und melodisch zu dunkel findet. Ihre Plattenfirma würde nicht glauben, dass das Album an den Erfolgen von Breakaway anknüpfen könne. Kelly Clarkson verglich ihr Album mit dem von Bruce Springsteens, Nebraska. Nebraska wäre vollkommen unkommerziell gewesen, hätte aber große Akzeptanz und gute Reviews bekommen.
Dem Elle Magazine sagte Clarkson, dass Clive Davis ihr 10. Millionen US-Dollar bot, falls sie fünf ihrer Lieder mit fünf Liedern seiner Wahl tauschen würde, was Clarkson ablehnte.
Der Konflikt zog nun auch weitere Künstler hinzu, die Clarkson unterstützten, wie Simon Cowell und Reba McEntire.
Der bisherige Höhepunkt wurde erreicht, als Clarkson ihren Manager Jeff Kwatinetz wegen Uneinigkeit in der Auswahl der Lieder und der musikalischen Richtung entließ.

## Themen

### Botschaften
Clarkson wählte für ihr Album den Titel My December aus, da sie ein hartes Jahr hinter sich hatte und mit dem Titel ausdrücken wollte, dass sie auf den Januar warte, um wieder neuanzufangen.

### Ex-Freunde
In Clarksons Lied Never Again geht es, um ihren Exfreund, den Clarkson bereits in den Liedern Where Is Your Heart und Behind These Hazel Eyes, die beide auf ihrem Vorgänger Breakaway sind, thematisiert. Laut MTV sei der besungene Ex David Hodges. Clarkson gibt jedoch keine Auskunft über die Person.
In dem Lied wünscht Clarkson ihm folgendes:

“I hope the ring you gave to her turns her finger green. I hope when your in bed with her, you think of me.”

„Ich hoffe der Ring den du ihr gibst, lässt ihren Finger grün werden. Ich hoffe, wenn du mit ihr im Bett bist, dass du an mich denkst.“

Auch singt Clarkson, dass sie keinen Kontakt mehr in jeglicher Form zu ihm haben wolle, dies drückt Kelly Clarkson wie folgt aus:

“Never again will I hear you. Never again will I miss you. Never again will I fall to you. Never! Never again will I kiss you. Never again will I want to. Never again will I love you. Never!.”

„Nie wieder werde ich dich hören. Nie wieder werde ich dich vermissen. Nie wieder werde ich dir verfallen. Nie! Nie wieder werde ich dich küssen. Nie wieder werde ich dich wollen. Nie wieder werde ich dich lieben. Nie!“

Aus dem Text lässt sich schließen, dass Clarkson ihm bereits einmal verzieh, da sie das Zeitadverb nie wieder verwendet. Außerdem beschreibt sie eine weibliche Person im Lied, die naiv zu ihm halte, obwohl sie weiß, dass wenn der Zeitpunkt gekommen ist, er sie verlasse. Da Clarksons Lieder meist autobiografisch sind (Ausnahme die Lieder auf Thankful), ist es wahrscheinlich, dass die Besungene Clarkson selber darstelle, wie naiv sie handelte und nun daraus ihre Konsequenzen gezogen hat.

## Einflüsse
Clarkson hat Einflüsse von der Single You Oughta Know, die 1995 von Alanis Morissette veröffentlicht wurde, auf ihr Lied Never Again bezogen bestätigt. Zudem hätte sie Pat Benatars Musik mit beeinflusst, weshalb jemand aus ihrem Label das Lied nicht mochte, wegen der Ähnlichkeit.

## Erfolg

### Chartplatzierungen
| ChartsChartplatzierungen       | Höchstplatzierung | Wochen |
| ------------------------------ | ----------------- | ------ |
| Deutschland (GfK)              | 5 (9 Wo.)         | 9      |
| Österreich (Ö3)                | 8 (9 Wo.)         | 9      |
| Schweiz (IFPI)                 | 5 (11 Wo.)        | 11     |
| Vereinigtes Königreich (OCC)   | 2 (8 Wo.)         | 8      |
| Vereinigte Staaten (Billboard) | 2 (18 Wo.)        | 18     |

### Auszeichnungen für Musikverkäufe
My December wurde bisher weltweit mit 3× Gold und 2× Platin ausgezeichnet. Damit wurde das Album laut Auszeichnungen mehr als 1,2 Millionen Mal verkauft.

| Land/Region                  | Auszeichnungen für Musikverkäufe (Land/Region, Auszeichnung, Verkäufe) | Verkäufe  |
| ---------------------------- | ---------------------------------------------------------------------- | --------- |
| Australien (ARIA)            | Gold                                                                   | 35.000    |
| Irland (IRMA)                | Gold                                                                   | 7.500     |
| Kanada (MC)                  | Platin                                                                 | 100.000   |
| Vereinigte Staaten (RIAA)    | Platin                                                                 | 1.000.000 |
| Vereinigtes Königreich (BPI) | Gold                                                                   | 100.000   |
| Insgesamt                    | 3× Gold · 2× Platin ·                                                  | 1.242.500 |

Hauptartikel: Kelly Clarkson/Auszeichnungen für Musikverkäufe

## Singles

### Chartplatzierung
| Jahr | Titel                 | Höchstplatzierung, Gesamtwochen, AuszeichnungChartplatzierungen (Jahr, Titel, , Platzierungen, Wochen, Auszeichnungen, Anmerkungen) | Höchstplatzierung, Gesamtwochen, AuszeichnungChartplatzierungen (Jahr, Titel, , Platzierungen, Wochen, Auszeichnungen, Anmerkungen) | Höchstplatzierung, Gesamtwochen, AuszeichnungChartplatzierungen (Jahr, Titel, , Platzierungen, Wochen, Auszeichnungen, Anmerkungen) | Höchstplatzierung, Gesamtwochen, AuszeichnungChartplatzierungen (Jahr, Titel, , Platzierungen, Wochen, Auszeichnungen, Anmerkungen) | Höchstplatzierung, Gesamtwochen, AuszeichnungChartplatzierungen (Jahr, Titel, , Platzierungen, Wochen, Auszeichnungen, Anmerkungen) | Anmerkungen                            |
| Jahr | Titel                 | DE | AT | CH | UK | US | Anmerkungen                            |
| ---- | --------------------- | --- | --- | --- | --- | --- | -------------------------------------- |
| 2007 | Never Again           | DE19 (9 Wo.)DE | AT36 (8 Wo.)AT | CH27 (12 Wo.)CH | UK9 (8 Wo.)UK | US8 Gold · (16 Wo.)US | Erstveröffentlichung: 13. April 2007   |
| 2007 | Don’t Waste Your Time | DE93 (2 Wo.)DE | — | — | — | — | Erstveröffentlichung: 29. Oktober 2007 |

### Songinformationen

#### Never Again
Never Again ist die Vorab-Single des Albums My December und wurde im April zuerst für die Radiostationen und dann als Download in den USA veröffentlicht. Es wurde am 4. April auf Clarksons internationalen Website angekündigt. Das Musikvideo wurde vom 11. bis zum 13. April in Los Angeles gedreht. Die Weltpremiere des Videos fand am 1. Mai in der amerikanischen Version von TRL statt. In Deutschland nahm VIVA das Musikvideo gleich in der ersten Woche auf die höchste Neuheiten-Rotationsstufe. Never Again ist Kelly Clarksons erstes Lied, welches gleich in der ersten Woche in den Top-10 der Billboard Hot 100 einstieg. Sie sang es unter anderem im Finale der sechsten Staffel von American Idol.

#### Sober
Aufgrund dessen, dass Never Again zwar kommerziell erfolgreich war, aber in den Radios bereits sechs Wochen nach Veröffentlichung von einigen großen Radiostationen aus deren Rotationsliste herausgenommen wurde, entschied die Plattenfirma Sober noch vor dem Album-Realese zu veröffentlichen. Es wurde am 6. Juni an die US-amerikanischen Radios veröffentlicht.

#### Don’t Waste Your Time
Im Oktober 2007 erschien Don't Waste Your Time in Großbritannien, Mitte Dezember schließlich auch in Deutschland, Brasilien und Bulgarien.
Die Single platzierte sich in England und Brasilien nur jenseits der TOP 100, in Deutschland lediglich auf Platz 93 und in Brasilien erreichte sie ihre Höchstposition und zwar Platz 39.
Ein weiterer großer Rückschlag nach der Veröffentlichung des dritten Albums, welches nicht an die Verkaufszahlen des Vorgängers heranreichte.

## Titelliste
1. Never Again (Clarkson/Messer) – 3:36
2. One Minute (Clarkson/DioGuardi/Kreviazuk/Maida) – 3:05
3. Hole (Clarkson/Messer/Baker) – 3:01
4. Sober (Clarkson/Eubanks/Messer/McEntire) – 4:50
5. Don't Waste Your Time (Clarkson/Messer/Pardon/Rinman) – 3:35
6. Judas (Clarkson/Messer/Baker) – 3:36
7. Haunted (Clarkson/Halbert/Messer) – 3:18
8. Be Still (Clarkson/Eubanks) – 3:24
9. Maybe (Clarkson/Messer/Eubanks) – 4:22
10. How I Feel (Clarkson/Messer/Baker) – 3:40
11. Yeah (Clarkson/Messer/Pardon/Rinman) – 2:42
12. Can I Have a Kiss? (Clarkson/Messer/Baker) – 3:29
13. Irvine (Clarkson/Eubanks) – 4:15
14. Chivas (Clarkson) – 3:31 (Verstecktes Lied)

Anmerkung: Offiziell werden auf der CD nur die ersten dreizehn Lieder erwähnt, es sind jedoch vierzehn, da Chivas ein verstecktes Lied ist, welches fünf Minuten und zwanzig Sekunden nach dem Beginn von Irvine beginnt.

### Bonustracks
Bei iTunes gibt es zu der offiziellen Tracklist zusätzlich drei Lieder und für die, welche das Album vorbestellten ein viertes, namens Not Today und das fünfte Fading.
- Dirty Little Secret  – 3:34
- Never Again (Dave Aude Remix) (Clarkson/Messer) – 4:11
- Never Again (Dave Aude Club Mix) (Clarkson/Messer) – 7:55
- Not Today [Pre-Order Only]  – 3:30
- Fading – 2:51 [Pre-Ordner Only]

## Unveröffentlichte Lieder
Neben Dirty Little Secret und Not Today, die man auf der Version von My December, die im Handel ist, nicht finden kann, gibt es weitere Lieder, gegen die sich Clarkson entschieden hat auf das Album zunehmen
- Too Much (Clarkson/Messer)
- Racehorse (Clarkson/Messer)
- Far From Home (Clarkson/Messer/Pardon/Rinman)
- Where Are You Now? (Clarkson/Messer)
- Did You? (Clarkson/Kahne/Pardon/Rinman)
- Something I Never Had (Clarkson/Peiken/Shanks)

## Besetzung
- Kelly Clarkson (Gesang, Songwriter)
- David Kahne (Produzent, Keys)
- Jimmy Messer (Songwriter, Guitar)
- Billy Mohler (Bass)
- Shawn Pelton (Drums)
- Jason Halbert (Songwriter, Keys)
- Kara DioGuardi (Songwriter)
- Chantal Kreviazuk (Songwriter)
- Michael Raine Maida (Songwriter)
- Dwight Baker (Songwriter)
- Aben Eubanks (Songwriter)
- Calamity McEntire (Songwriter)
- Antoine Silverman (Violine)
- Joyce Hamman (Violine)
- Entcho Todorov (Violine)
- Hiroko Taguchi (Violine)
- Paul Woodiel (Violine)
- Lori Miller (Violine)
- Cenovia Cummins (Violine)
- Roger Shell (Cello)
- Wendy Sutter (Cello)
- Erik Friedlander (Cello)
- Sarah Seiver (Cello)
- Jeff Carney (Bass)
- Aaron Heick (Alt Saxophone)
- Andrew Sterman (Tenor Saxophone)
- Andy Laster (Bariton Saxophone)
- Malcolm Pardon (Songwriter)
- Mike Watt (Bass)

## Tournee
Bereits vor der Veröffentlichung des Albums wurde eine Tour angekündigt, die Konzerte in Nordamerika beinhalten sollte. Auf die Fragen, ob sie in Großbritannien eine Tour mache, antwortete Kelly Clarkson, es werde später 2007 eine Tour stattfinden. Mat Kearney sollte als Eröffnungsgast auftreten.
Am 14. Juni wurde von Live Nation angekündigt, dass die Tour wegen schleppenden Kartenvorverkauf abgesagt wird.
- My December Tour (Start: 11. Juli 2007 Portland, 37 Städte in Nordamerika) Abgesagt